# Königswiesen (Gauting)

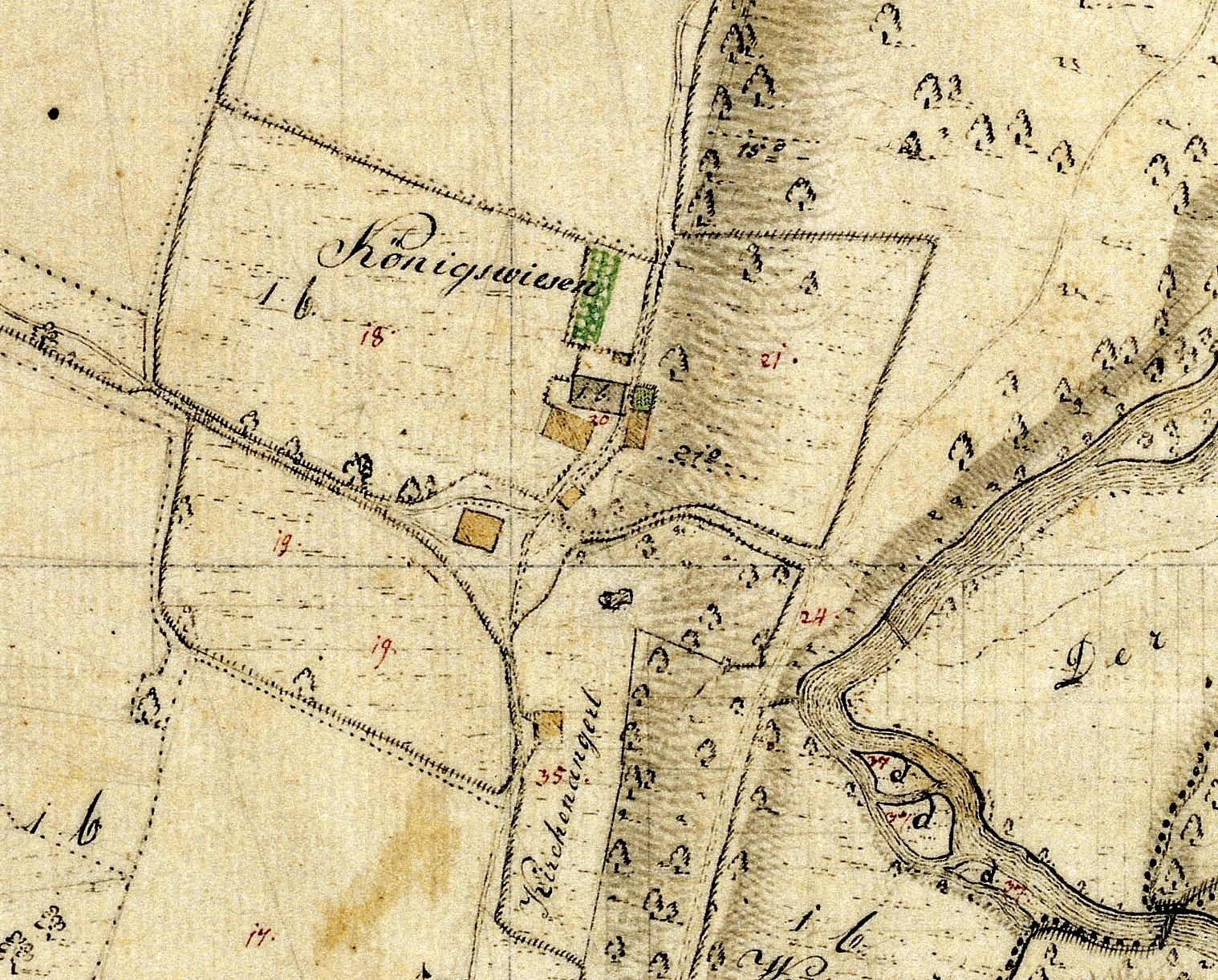
Lage und Umfang von Königswiesen auf der Erstaufnahme von 1809

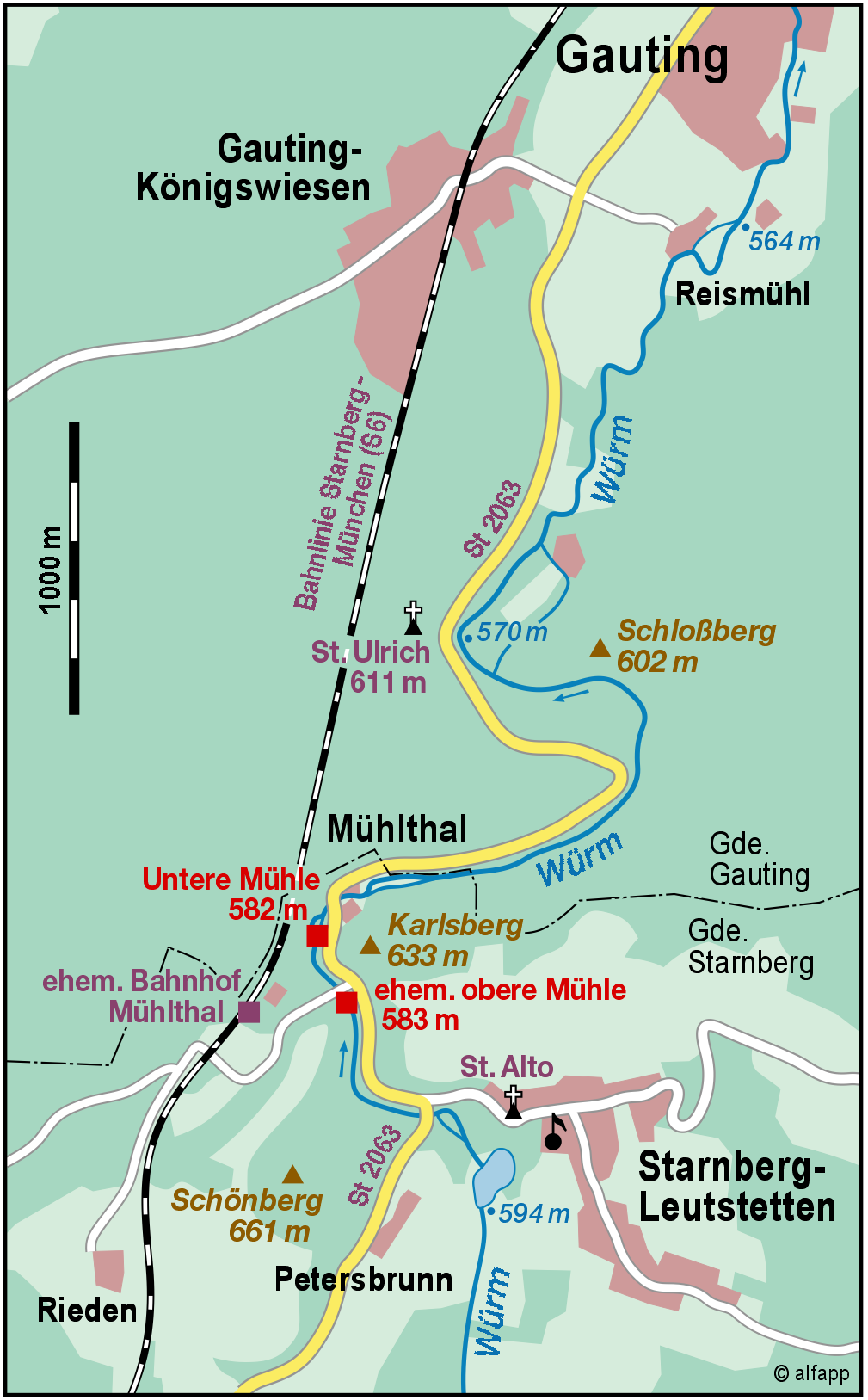
Heutiger Ortsteil und historischer Standort von Königswiesen

Königswiesen war eine Hofmark, nach der der nördlich des ehemaligen Standorts gelegene Gemeindeteil von Gauting im Landkreis Starnberg benannt ist. Königswiesen liegt auf dem westlichen Hochufer des Würmtals südöstlich des heutigen Gautings an einer historischen Römerstraße von Bregenz über Kempten (Allgäu).

## Geschichte

### Hofmark
Eine umfangreiche Nekropole aus zahlreichen Hügelgräbern der späten Bronzezeit um 1300 v. Chr. südlich der späteren Hofmark verweisen auf eine lange Besiedlungsgeschichte der Gegend um Königswiesen. Die Römerstraße dürfte schon vorher bestehende Wegbeziehungen befestigt haben, noch bis 1875 bildete ihr Verlauf die einzige Straßenverbindung von Gauting nach Starnberg.
Der erste urkundliche Nachweis von Königswiesen ist ein Atto von Chuningiswisun, der 934 in einem Besitzverzeichnis des Klosters Ebersberg genannt wird. Der Bezug des Namens auf den Besitz eines Königs lässt vermuten, dass es sich ursprünglich um ein karolingisches oder sogar agilolfingisches Kammergut gehandelt hat. 977 und 981 werden laut einem Verzeichnis des Bistums Freising zwölf Hufen in regisprata (lateinisch für Wiesen des Königs), das Chuninges vuisa genannt wird, getauscht. Seitdem befand sich das Gut Königswiesen im Besitz von Bischof Abraham vom Hochstift Freising. Die Siedlung muss aber noch größer als diese zwölf Höfe gewesen sein, da Hinweise auf lokale Edle in mehreren Archiven vorhanden sind. Warum der Ort später wesentlich schrumpfte, ist nicht bekannt, zumal die aufgelassenen Flächen wesentlich bessere Böden aufweisen, als die weiterhin bewirtschafteten.
In den Jahren 1126/27 übertrug Huc de Chunigisuuisin Grundstücke an das Kloster Tegernsee, das bis ins 13. Jahrhundert Besitzer blieb. In dieser Zeit wurde erstmals eine Mühle an der Würm genannt, die zu Königswiesen gehörte und spätestens 1205 dem Kloster Dießen am Ammersee geschenkt wurde. In der ersten Hälfte des 13. Jahrhunderts ging Königswiesen auf die Familie der Baierbrunner über, die das Gut Baierbrunn für das Kloster Schäftlarn bewirtschafteten. Die Baierbrunner erhielten im gleichen Zeitraum auch das Schloss Fußberg am nördlichen Ortrand von Gauting, so dass sie umfassenden Besitz an der Würm hielten. 1280 kaufte Herzog Ludwig der Strenge von Bayern Königswiesen und schenkte es kurz darauf an das Kloster der Dominikanerinnen von Altenhohenau. Sie gaben den Ort 1314 im Tausch gegen andere Güter zurück, woraufhin Königswiesen die nächsten knapp 200 Jahre persönlicher Besitz der Herzogsfamilie blieb. Als Bestand in Königswiesen werden in den Urkunden zwei Höfe, eine Schwaige und ein nicht näher bezeichnetes Lehen angegeben. 1430 zahlen in Königswiesen vier Höfe die Hussitensteuer zur Finanzierung der Hussitenkriege.  Auch die Einöden Grubmühl und Reismühl werden als zu Königswiesen gehörig mit je einem die Steuer zahlenden Hof aufgeführt.
Zusammen mit der Reismühle verlieh Herzog Albrecht IV. das Gut 1494 an Hans Weiler von Garatshausen und nach dessen frühem Tod 1502 als Sedelhof an die den herzoglichen Hofmeister Erhard von Perfall zu Greiffenberg. Doch schon 1507 kaufte Herzog Wolfgang von Bayern das Gut Königswiesen zusammen mit Fronloh und Gilching für 1200 rheinische Gulden zurück und errichtete in Königswiesen ein kleines Jagdschloss, das von seinem Jäger Jobst Partenkirchner bewirtschaftet wurde. Bereits acht Jahre später verkaufte er es wieder an die Familie Weiler. Seit 1524 ist die Kirche St. Ulrich in Königswiesen nachgewiesen, allerdings könnte sie einen Vorgängerbau gehabt haben. 1554 sind zwei Höfe in Königswiesen genannt. 1565/66 wurde die Verwaltung des oberen Würmtals neu geordnet. Kaspar Weiler wurde in den Adelsstand erhoben und das Gut erhielt das Hofmarksprivileg, so wie auch das Gut und spätere Schloss Leutstetten würmaufwärts und Schloss Fußberg im Norden würmabwärts. Mit der Einrichtung einer Hofmark war die niedere Gerichtsbarkeit verbunden, so dass die Weilers einen erheblichen Einfluss auf die Region erhielten. 1624 ging das Gut Königswiesen nach dem Aussterben der männlichen Weilers durch Hochzeit der Witwe an die Familie Hörwarth und 1644 an die Pfetten-Arnbach. Unter ihnen bestand Königswiesen nur noch aus einem Hof. Dieser wurde umfassend ausgebaut und bekam den Charakter eines kleinen Schlösschens. Es bestand aus zwei Hauptgebäuden, die im Obergeschoss mit einer hölzernen Brücke über die Fernstraße verbunden waren. Der Gebäudeteil an der Hangkante wies einen barocken Zwiebelturm auf. Darum gruppierten sich Nebengebäude wie Stallungen und Scheunen, im Norden schloss sich ein Obstgarten an.
1754–99 kaufte Johann Georg Freiherr von Zech die Hofmark und anschließend bis 1848 ein Schwiegersohn der Zechs, Graf Christian von Yrsch. Damals gehörten zu Königswiesen 431 ha, auf der eine Familie mit 11 Personen lebte. 1824 verkaufte von Yrsch die Wälder an die staatliche Forstverwaltung, der Hof ging in den folgenden Jahren mehrmals an neue Besitzer über. 1857 kaufte es die Familie Waldbott von Bassenheim, der damals auch das Schloss Leutstetten gehörte. 1864 war es im Besitz eines Gutsbesitzers Müller, der es an das Königshaus verkaufte. 1865 wurde Königswiesen bis auf die Kirche St. Ulrich abgebrochen und die Flur wieder aufgeforstet. Als Grund gilt die Zerschneidung des Gutes durch die 1854 erbaute Bahnlinie von Pasing nach Starnberg. Dazu kamen langjährige Streitigkeiten über das Jagdrecht zwischen dem Königshaus, die auf ihren Ansprüchen in der Nachfolge des Hirschjagdparks bestanden und dem Landadel von Königswiesen, der zumindest die begrenzte Jagdausübung als standesgemäßes Recht ansah.
Das etwa 2,7 Hektar umfassende Bodendenkmal „Dorfwüstung des hohen und späten Mittelalters sowie abgegangenes Hofmarkschloss der frühen Neuzeit mit zugehörigem Wirtschaftshof ("Schloss Königswiesen")“ ist unter der Aktennummer D-1-7934-0300 beim Bayerischen Landesamt für Denkmalpflege als geschütztes Denkmal gelistet.
Zu der Hofmark Königswiesen gehörten auch die Wiesen im Tal unterhalb des Schlossbergs, die als „Großer Anger“ in Flurkarten verzeichnet sind. Dort entstand um 1836 abgelegen von sonstiger Bebauung an der Würm eine Pulvermühle, die Schwarzpulver für den Tunnel- und Eisenbahnbau herstellte. Sie wurde mehrfach um- und ausgebaut und wurde nach einer Explosion 1888 stillgelegt. 1893 kaufte Otto Julius Haerlin das Gelände für seine Gautinger Papierfabrik und richtete eine Holzschleif ein. 1896 legte er die heute noch bestehenden Kanäle an, um ein kleines Elektrizitätswerk für den Eigenbedarf der Fabrik zu errichten. Die Papierfabrik bestand bis 1967, heute wird das Gelände unterhalb des Hofmark vom Gautinger Reit- und Fahrverein genutzt. Die Einwohnerzahlen Königswiesens zwischen der Abtragung der Hofmark und der Ausweisung des Gemeindeteils von 9 Einwohnern 1885, 13 Personen 1900 und 7 Personen 1912 beziehen sich auf Bewohner der Holzschleif, obwohl Krämer 1949 noch annahm, dass es sich um Anwohner am Hauserberg handeln würde.

### Gemeindeteil
1912 wurde an der Straße auf den Hauser Berg, die in das namensgebende Hausen führt, außerhalb Gautings ein erstes Wohnhaus errichtet, in dem zeitweilig das Gasthaus Königswiesen betrieben wurde. Bis 1917 standen sieben Häuser mit mehreren Nebengebäuden am Hauser Berg, die meisten davon bereits westlich der Bahnlinie von Pasing nach Starnberg. Bis in die 1930er Jahre kamen 20 weitere Bauten hinzu. 1935 erwarb die Grundstücksverwertungsgesellschaft Königswiesen größere Flächen am Hauser Berg, nur zwei Grundstücke wurden vor dem Krieg mit Wohnhäusern bebaut, allerdings wurden während der Kriegszeit viele Behelfsbauten auf den Grundstücken angelegt. In der Nachkriegszeit ersetzten viele Grundstücksbesitzer die Bauten durch feste Wohnhäuser. Bis Ende der 1950er Jahre kamen rund 30 Neubauten hinzu. In den 1960er und 1970er Jahren kamen noch einige weitere Häuser hinzu. Seitdem ist die Siedlung nicht mehr maßgeblich gewachsen.
Inzwischen hatte sich 1954 eine Interessengemeinschaft Königswiesen aus Anwohnern des Hauser Bergs gegründet. Sie forderten den Ausbau der Straßen in ihrem Gebiet, die Errichtung von Straßenbeleuchtung und die Stationierung von Feuerlöschgerät vor Ort, da die Anfahrt von Gauting zu lang dauere. Nicht erfüllt wurden die Wünsche nach einem eigenen Halt an der Bahnlinie und ein Stimmbezirk. Außerdem ging es den Anwohnern darum, die nicht amtliche Bezeichnung Hauserberg für ihren Gemeindeteil durch das traditionsreichere Königswiesen zu ersetzen. Dieser war auf das Waldgebiet rund um die St. Ulrichs-Kapelle, sowie den Hang und den Talgrund bis zur Würm begrenzt. Nach anfänglicher Kritik der Verwaltung stimmte diese schließlich zu und Königswiesen wurde am 3. September 1959 als amtliche Bezeichnung für den Gemeindeteil eingetragen.
Im Jahr 1968 stürzte südlich des Ortes in der Nähe der Kapelle St. Ulrich ein Starfighter der deutschen Bundeswehr bei einem Trainingsflug aus Landsberg kommend ab. Die Unfallstelle ist vollständig bewachsen und nur durch ein Gedenkkreuz erkennbar.

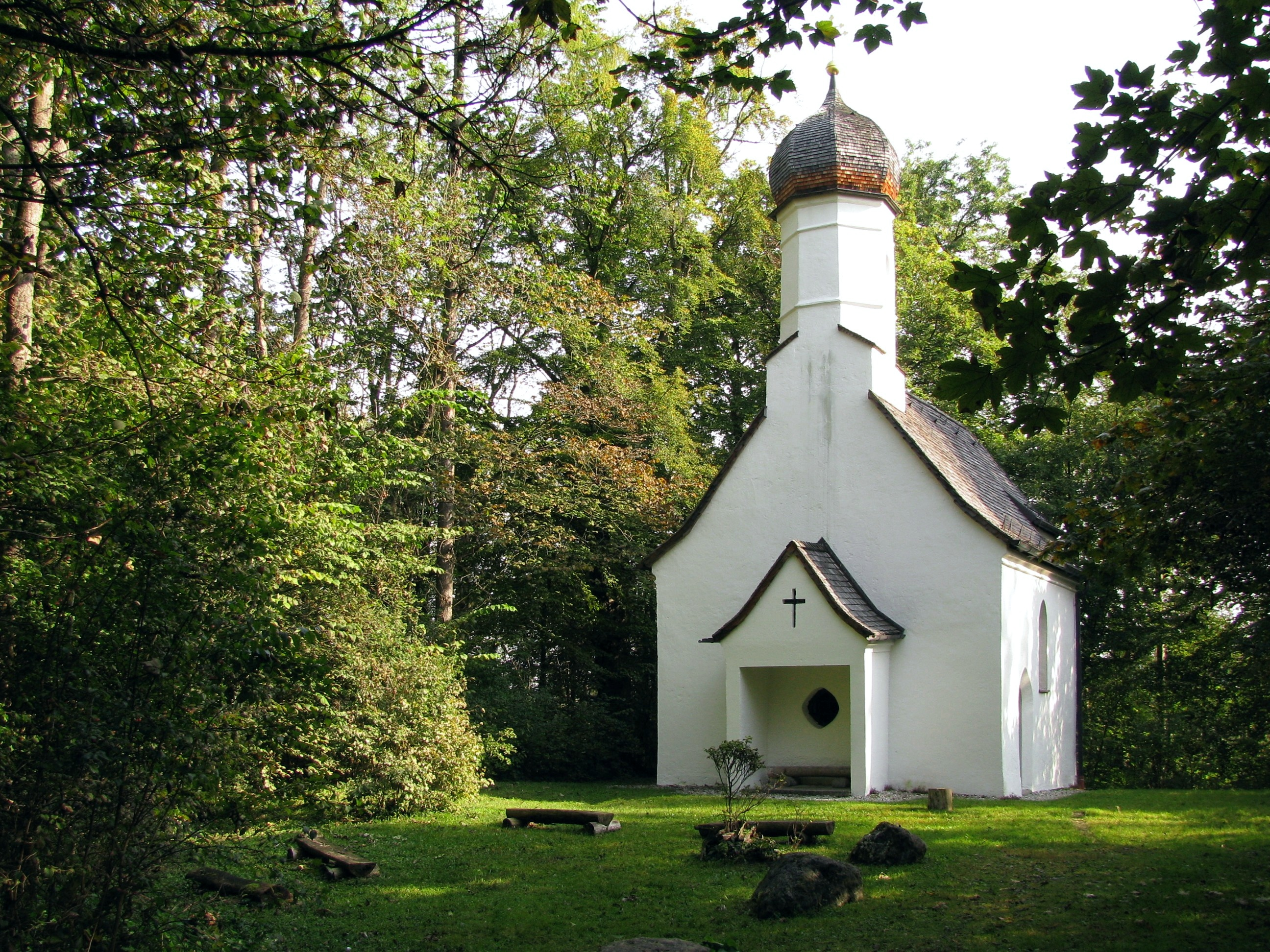
Kirche St. Ulrich

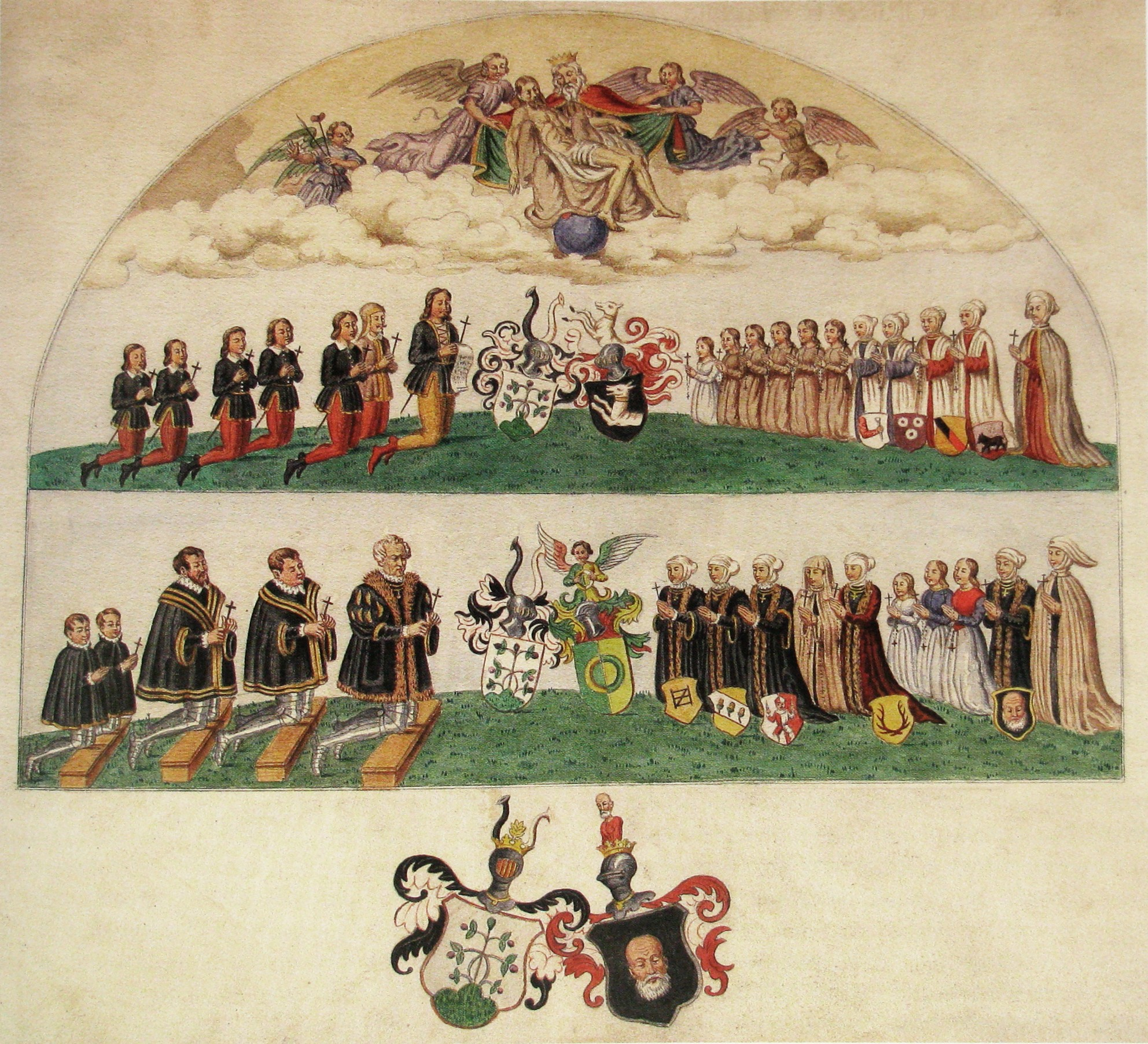
Stifterbild der Familie Weiler in St. Ulrich, um 1580

Königswiesen ist über eine Buslinie an Gauting angebunden. Der nächste S-Bahnhof ist in etwa zwei Kilometer Entfernung die Station Gauting.

## St. Ulrich
Die katholische Filialkirche St. Ulrich steht als letztes verbleibendes Bauwerk des ursprünglichen Königswiesens heute im Wald südlich außerhalb des Ortes an der Hangkante über dem Mühltal. Sie ist ein im Kern spätgotischer, kleiner Saalbau.